# Takizawa (Iwate)
Takizawa (jap. 滝沢市, -shi) ist eine kreisfreie Stadt in der Präfektur Iwate auf Honshū, der Hauptinsel von Japan. Am 1. Oktober 2018 lebten 55.507 Einwohner auf einer Fläche von 182,46 km². Durch Takizawa fließt der 249 km lange Kitakami.
Von 1889 bis 2014 war sie als Takizawa (滝沢村, Takizawa-mura) Dorf im Landkreis Iwate (vor 1897 Minami-Iwate, „Süd-Iwate“).

## Siehe auch

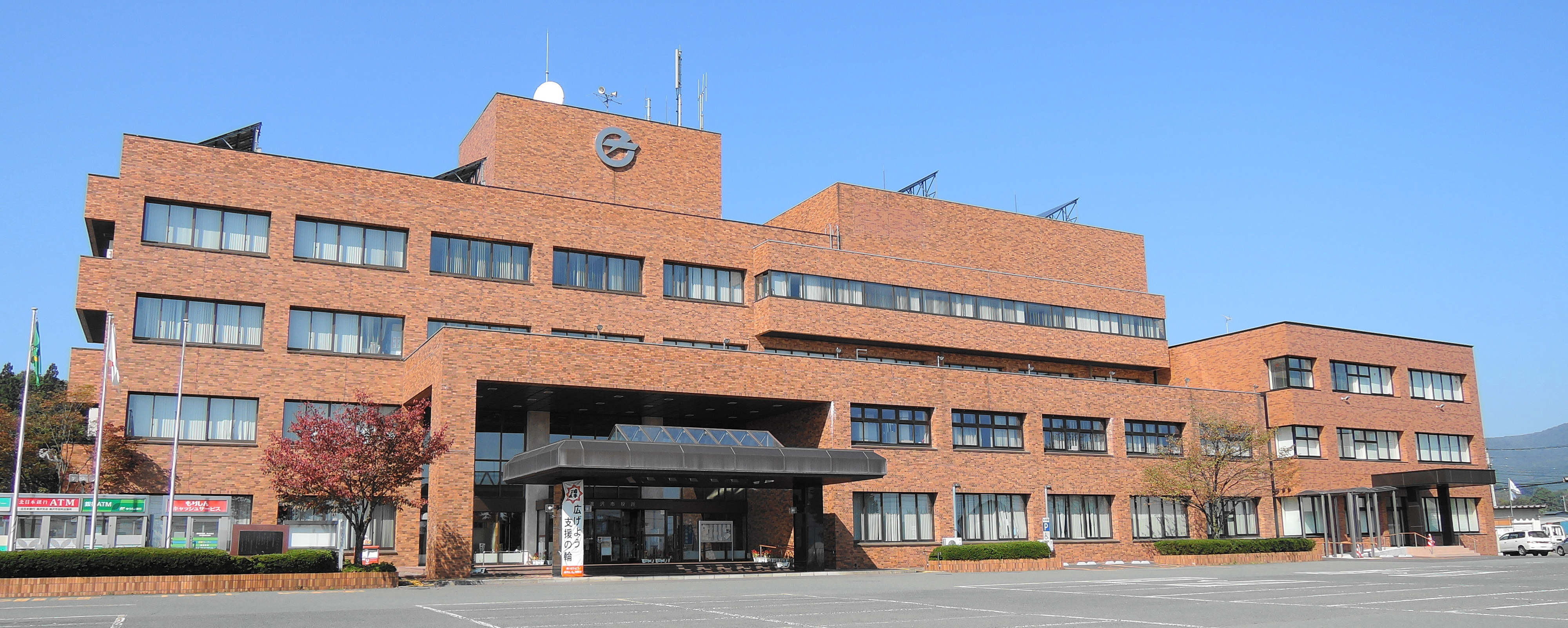
Rathaus von Takizawa, Präfektur Iwate, Japan

## Söhne und Töchter
- Azusa Iwashimizu (* 1986), Fußballspielerin